# 絲氨酸
絲氨酸（英語：serine，三字代码：Ser，一字代码：S）是一種非必需的基本氨基酸，中心碳原子帶有羥甲基側鏈，為極性氨基酸。其密码子为UCU、UCC、UCA、UCG、AGU与AGC。絲氨酸富含於鸡蛋、鱼和黃豆。絲氨酸可促進脂肪和脂肪酸的新陳代謝，有助於維持免疫系統。其在醫藥上有著廣泛用途。

## 发现

中性pH下L-丝氨酸（左图）和D-丝氨酸（右图）的兼性离子形式

丝氨酸是基本氨基酸之一，自然状态下仅以左旋形式存在于蛋白质中。丝氨酸为非必需氨基酸，其在人体内可通过甘氨酸合成。丝氨酸最先于1865年由德国化学家埃米尔·克莱默从富含该成分的絲蛋白中提取，得名自拉丁文中的丝绸，sericum。其化学结构于1902年被测定。

## 合成与化学反应
工业上以甘氨酸和甲醇为原料，由羟甲基转移酶催化合成L-丝氨酸。
消旋丝氨酸则可以在实验室中，以丙烯酸甲酯为原料，通过以下几步制备：
丝氨酸的加氢反应则生成一种二醇，丝氨醇：
HOCH
2CH(NH
2)CO
2H  +  2 H
2  →  HOCH
2CH(NH
2)CH
2OH  +  2 H
2O

## 生物功能

### 新陈代谢

由丝氨酸合成半胱氨酸，其中第一步由胱硫醚β合成酶催化，第二步由胱硫醚γ裂解酶催化

丝氨酸参与多种物质的生物合成，因而在新陈代谢中起重要作用。丝氨酸参与嘌呤与嘧啶的合成，亦是合成多种氨基酸的前体，包括甘氨酸与半胱氨酸，以及细菌合成途径下产生的酪氨酸。丝氨酸亦是鞘脂与叶酸的前体，这两种物质是体内生物合成重要的一碳片段供体。

### 信号分子
D-丝氨酸，作为一种神经调质，可在神经元中由L -丝氨酸经丝氨酸消旋酶催化合成，主要作为NMDA受体上甘氨酸位点(NR1)的强力兴奋剂，使受体在结合谷氨酸激活后得以开放离子通道。对于NMDA受体离子通道的开放，谷氨酸以及甘氨酸（或D-丝氨酸）的结合是必不可少的，除此之外不能有通道阻断剂作用（如Mg2+或Zn2+ ）。实际上，D-丝氨酸对于甘氨酸位点的作用比甘氨酸自身更强。D-丝氨酸曾被认为只存在于细菌中，直到最近的研究表明其为第二种自然存在于人体内的D 氨基酸（另一种为不久前发现的D- 天冬氨酸），NMDA受体上的甘氨酸位点也可能因此更名D- 丝氨酸位点。除中枢神经系统外，D -丝氨酸亦可在外周组织发挥信号分子作用，如在软骨、肾脏以及阴茎海绵体。

## 外部連結
- Serine MS Spectrum